# Mandacaru (telenovela)
Mandacaru é uma telenovela brasileira produzida e exibida pela Rede Manchete entre 12 de agosto de 1997 e 10 de agosto de 1998, em 259 capítulos, substituindo Xica da Silva e sendo substituída por Brida. Baseada no romance Dente de Ouro, de Menotti Del Picchia, foi escrita por Carlos Alberto Ratton, com a colaboração de Leila Míccolis, Yoya Wursch e Zeno Wilde, sob direção de Ivan Zettel, Lizânias Azevedo, Jacques Lagoa, Luiz Antônio Pillar e Felipe Teneiro e direção geral de Walter Avancini.
Contou com as atuações de Carla Cabral, Victor Wagner, Murilo Rosa, Marília Pêra, Bemvindo Sequeira, Agildo Ribeiro, Jonas Mello e Ângela Leal.

## Enredo
Em 1938 no sertão da Bahia, Tirana assume a liderança dos cangaceiros após o assassinato de Lampião e se vinga do poderoso Coronel Honorato sequestrando sua filha Juliana no dia do casamento com médico Edgar. Apesar da relutância inicial, a moça se encanta pelo cangaceiro e entra na luta com ele, embora ainda também goste de seu primeiro amor, o tenente Aquiles, que agora persegue o grupo a mando do coronel. Enquanto isso o cangaceiro Zebedeu, inimigo de Tirana, assume o poder de Jatobá, onde logo chegam Isadora e Salustiano, um casal de ex-ricos falidos da capital. Zebedeu logo se apaixona pela madame e faz de tudo para conquista-la, enquanto ela aproveita do poder dele e trai seu abobalhado marido. 
Ainda há o amor proibido entre Edgar e Gracinha, cuja avó dela, Filó, quer a neta casada com Eduardo; o bordel de Severina e suas meninas; os conflitos entre o bondoso padre Waldeck e o mercenário frei Dodô; a cômica Dinda e seu submisso marido Terto; e o sofrimento de Arlete nas mãos do agressivo marido Felipe, potencializado pelas armações de Manuela.

## Elenco
| Ator                | Personagem                |
| ------------------- | ------------------------- |
| Victor Wagner       | Tirana                    |
| Carla Cabral        | Juliana Guedes            |
| Murilo Rosa         | Tenente Aquiles Duarte    |
| Marília Pêra        | Isadora Montes Camargo    |
| Bemvindo Sequeira   | Zebedeu Silvino           |
| Agildo Ribeiro      | Salustiano Montes Camargo |
| Jonas Mello         | Coronel Honorato Guedes   |
| Ângela Leal         | Olívia Guedes             |
| Tânia Alves         | Severina                  |
| Miriam Pires        | Isabel Silvino (Vó Zabé)  |
| Carlos Alberto      | Padre Waldeck             |
| Guilherme Piva      | Frei Dodô                 |
| Jandir Ferrari      | Dr. Edgar Ramos           |
| Marcos Pasquim      | Cabo Eduardo              |
| Melissa Mell        | Gracinha Dumont           |
| Telma Reston        | Filó Dumont               |
| Jayme Periard       | Zagaia                    |
| Eliana Guttman      | Viúva Nevinha             |
| Altair Lima         | Desidério                 |
| Antônio Grassi      | Capitão Glauco            |
| Raymundo de Souza   | Capitão Felipe Câncio     |
| Alexia Dechamps     | Arlete Câncio             |
| Tânia Boscoli       | Manuela                   |
| Teresa Sequerra     | Dinda Mulê                |
| José Dumont         | Terto Mulê                |
| Alexandra Marzo     | Madalena                  |
| Déo Garcez          | Godê                      |
| Roney Villela       | Baioneta                  |
| Nill Marcondes      | Meia Noite                |
| Matheus Petinatti   | Fala Baixo                |
| Andréa Avancini     | Zuzu                      |
| Nina de Pádua       | Maria Batalhão            |
| Márcia Santos       | Raimunda                  |
| Carlos Machado      | Capitão Luís              |
| Rogério Abreu       | Sargento Tonhão           |
| André Mattos        | Hosana                    |
| Ana Prado           | Divina                    |
| Tião D'Ávila        | Lustosa                   |
| Marcelia Cartaxo    | Amália                    |
| Oswaldo Loureiro    | Maldonado                 |
| Sandra Pêra         | Baiana                    |
| Cassiano Carneiro   | Lustosinha                |
| Nani Venâncio       | Bem-Me-Quer               |
| Joana Limaverde     | Neném                     |
| Viviane Victorette  | Rosário                   |
| Andréa Richa        | Serena                    |
| Amazyles de Almeida | Sucena                    |

### Participações especiais
| Ator                 | Personagem              |
| -------------------- | ----------------------- |
| Alceu Valença        | Lampião                 |
| Daniela Mercury      | Maria Bonita            |
| Elba Ramalho         | Nhá Sebastiana          |
| Roberta Close        | Maitê                   |
| Henri Pagnoncelli    | Baraúna                 |
| Luiz Armando Queiróz | Tenente Cassimiro       |
| Miguel Rosemberg     | Coronel João Câncio     |
| Serafim Gonzalez     | Dom Sebastião           |
| Felipe Wagner        | Bispo Celestino Gonzaga |
| Rogério Fabiano      | Jurandir de Jesus       |
| Valter Santos        | Avelós                  |
| Anselmo Vasconcelos  | Fenelon                 |
| Alby Ramos           | Agenor                  |
| Paulo Hesse          | Ferreirinha             |
| Carlos Thiré         | André                   |
| Ivan Setta           | Maritaca                |
| Andréa Guerra        | Lana do Brasil          |
| Júlio Braga          | Marco Mantovani         |
| Murilo Elbas         | Maurice                 |
| Alexandre Zacchia    | Sereno                  |
| Camilo Bevilacqua    | Faísca                  |
| Gisele Fraga         | Mila                    |
| Paula Melissa        | Geralda                 |
| Ed Oliveira          | Bexiga                  |
| Roberto Lopes        | Xico Pentecostes        |
| Júlio Levy           | Serafim                 |
| Luiz Magnelli        | Eliovaldo               |

## Reprise
Foi reexibida em 217 capítulos pela Rede Bandeirantes entre 9 de janeiro e 10 de novembro de 2006.